# Baron Wilson

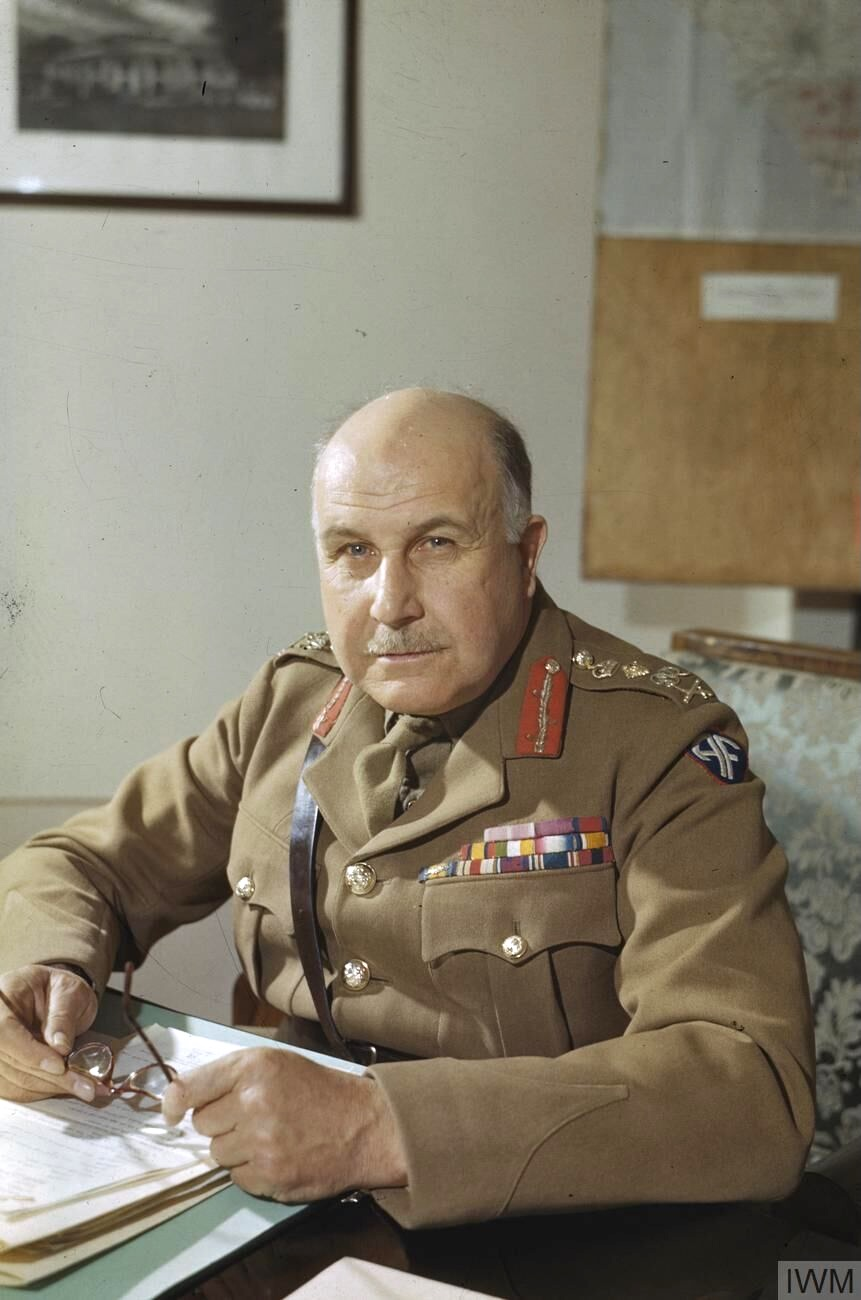
Henry Maitland Wilson

Baron Wilson, of Libya and of Stowlangtoft in the County of Suffolk, war ein erblicher britischer Adelstitel in der Peerage of the United Kingdom.
Der Titel wurde am 12. März 1946 für den bekannten Feldmarschall Sir Henry Maitland Wilson geschaffen. Dieser war im Zweiten Weltkrieg Oberbefehlshaber der Alliierten Streitkräfte im Mittelmeerraum und später Leiter der British joint staff mission in den Vereinigten Staaten.
Der Titel erlosch mit dem kinderlosen Tod seines einzigen Sohnes, des 2. Baron, am 1. Februar 2009.

## Liste der Barons Wilson (1946)
- Henry Maitland Wilson, 1. Baron Wilson (1881–1964)
- Patrick Maitland Wilson, 2. Baron Wilson (1915–2009)